# Canton de Saint-Amand-Longpré
Le canton de Saint-Amand-Longpré est un ancien canton français situé dans le département de Loir-et-Cher et la région Centre.

## Géographie
Ce canton était organisé autour de Saint-Amand-Longpré dans l'arrondissement de Vendôme. Son altitude variait de 81 m (Sasnières) à 156 m (Authon) pour une altitude moyenne de 181 m.

## Représentation

### Conseillers d'arrondissement (de 1833 à 1940)
| Période                                  | Période               | Identité                                      | Étiquette   | Qualité |
| ---------------------------------------- | --------------------- | --------------------------------------------- | ----------- | --- |
| 1833                                     | 1836                  | Jean François Vadecourt                       |             | Notaire, maire de Prunay                                                                                    |
| 1836                                     | 1848                  | Jean Norguet                                  |             | Cultivateur à Gombergean, juge de paix à Saint-Amand-de-Vendôme                                             |
| 1848                                     | 1855                  | Nicolas Parrain                               |             | Marchand de bois à Villechauve                                                                              |
| 1855                                     | 1880                  | Pierre-Simon Renou (1798-1884)                |             | Marchand de bois, propriétaire à Lancé                                                                      |
| 1880                                     | 1884 (décès)          | Jacques-Justin Johannet (1827-1884)           | Républicain | Propriétaire agriculteur à Crucheray                                                                        |
| 1884                                     | 1910                  | Henri Johannet (fils du précédent)            | Radical     | Cultivateur, maire de Crucheray                                                                             |
| 1910                                     | 1919                  | Jules Auvray (1867-1933)                      |             | Vétérinaire, maire de Saint-Amand-de-Vendôme                                                                |
| 1919                                     | 1925                  | Joseph Louis Octave Coudray-Callu (1876-1950) | Droite      | Cultivateur, maire de Saint-Amand-de-Vendôme (1919-1925)                                                    |
| 1925                                     | novembre 1928 (décès) | Alexandre Louis Bardoulat                     | Rad.        | Instituteur, maire de Saint-Amand (1925-1928)                                                               |
| 1928                                     | 1931                  | Joseph Louis Octave Coudray-Callu             | Droite      | Ancien maire de Saint-Amand                                                                                 |
| 1931                                     | 1937                  | Alexandre Fourmont                            | Rad.        | Propriétaire cultivateur à Prunay-Cassereau                                                                 |
| 1937                                     | 1940                  | Georges Feuillâtre                            | Droite      | Agriculteur à Prunay-Cassereau                                                                              |
| 1940                                     |                       |                                               |             | Les conseils d'arrondissement ont été suspendus par la loi du 12 octobre 1940 et n'ont jamais été réactivés |
| Les données manquantes sont à compléter. |                       |                                               |             | |

### Conseillers généraux de 1833 à 2015
| Période | Période      | Identité                                  | Étiquette    | Qualité |
| ------- | ------------ | ----------------------------------------- | ------------ | --- |
| 1833    | 1852         | Jean Cuvier                               |              | Notaire, maire de Saint-Amand-de-Vendôme (1814-1816, 1830-1848)                                                                                |
| 1852    | 1879 (décès) | Louis Amable de la Rue du Can (1815-1879) |              | Juge au Tribunal civil de Vendôme Maire de Saint-Amand-de-Vendôme (1860-1877)                                                                  |
| 1879    | 1892         | Charles Berger-Glaume                     | Républicain  | Négociant, propriétaire Adjoint au maire de Vendôme (1871-1872)                                                                                |
| 1892    | 1898         | Jules Rosier                              | Républicain  | Propriétaire, maire de Prunay-Cassereau (1896-1902)                                                                                            |
| 1898    | 1904         | Pierre Partenay                           | Républicain  | Docteur en médecine Maire d'Ambloy (1898-1906)                                                                                                 |
| 1904    | 1910         | Camille Favereau                          | Républicain  | Notaire à Saint-Amand-de-Vendôme Maire de Prunay (1904-1906)                                                                                   |
| 1910    | 1928         | Henri Johannet                            | Rad.         | Cultivateur, maire de Crucheray (1901-1942), conseiller d'arrondissement                                                                       |
| 1928    | 1940         | Auguste Grellet (1885-1973)               | Rad.         | Notaire Conseiller municipal de Saint-Amand-de-Vendôme Nommé conseiller départemental en 1943                                                  |
|         |              |                                           |              | |
| 1945    | 1973 (décès) | Auguste Grellet                           | Rad.         | Président du Conseil général (1960-1973) Maire de Saint-Amand (1942-1971)                                                                      |
| 1973    | 2001         | Jean Desanlis                             | CDP puis UDF | Député (1973-1997) Vétérinaire Adjoint au maire de Vendôme                                                                                     |
| 2001    | 2015         | Serge Lepage                              | NC-UDI       | Attaché commercial en retraite Maire de Saint-Amand-Longpré depuis 1995 Président de la communauté de communes de Beauce et Gâtine depuis 2001 |

## Composition
Le canton de Saint-Amand-Longpré, d'une superficie de 218 km2, était composé de treize communes
.
| Nom                 | Code Insee | Intercommunalité         | Superficie (km2) | Population (dernière pop. légale) | Densité (hab./km2) |
| ------------------- | ---------- | ------------------------ | ---------------- | --------------------------------- | ------------------ |
| Ambloy              | 41001      | CA Territoires Vendômois | 13,16            | 182 (2014)                        | 14                 |
| Authon              | 41007      | CA Territoires Vendômois | 32,26            | 704 (2014)                        | 22                 |
| Crucheray           | 41072      | CA Territoires Vendômois | 25,43            | 392 (2014)                        | 15                 |
| Gombergean          | 41098      | CA Territoires Vendômois | 12,18            | 196 (2014)                        | 16                 |
| Huisseau-en-Beauce  | 41103      | CA Territoires Vendômois | 8,98             | 413 (2014)                        | 46                 |
| Lancé               | 41107      | CA Territoires Vendômois | 18,01            | 461 (2014)                        | 26                 |
| Nourray             | 41163      | CA Territoires Vendômois | 12,17            | 116 (2014)                        | 9,5                |
| Prunay-Cassereau    | 41184      | CA Territoires Vendômois | 32,85            | 626 (2014)                        | 19                 |
| Saint-Amand-Longpré | 41199      | CA Territoires Vendômois | 21,37            | 1 236 (2014)                      | 58                 |
| Saint-Gourgon       | 41213      | CA Territoires Vendômois | 10,15            | 117 (2014)                        | 12                 |
| Sasnières           | 41236      | CA Territoires Vendômois | 7,83             | 107 (2014)                        | 14                 |
| Villechauve         | 41278      | CA Territoires Vendômois | 11,02            | 290 (2014)                        | 26                 |
| Villeporcher        | 41286      | CA Territoires Vendômois | 12,10            | 153 (2014)                        | 13                 |

## Démographie

### Évolution démographique
| 1968  | 1975  | 1982  | 1990  | 1999  | 2006  | 2011  | 2012  |
| ----- | ----- | ----- | ----- | ----- | ----- | ----- | ----- |
| 4 865 | 4 423 | 4 347 | 4 289 | 4 447 | 4 687 | 4 969 | 4 968 |

### Âge de la population
La pyramide des âges, à savoir la répartition par sexe et âge de la population, du canton de Saint-Amand-Longpré en 2009 ainsi que, comparativement, celle du département de Loir-et-Cher la même année sont représentées avec les graphiques ci-dessous.
La population du canton comporte 50,3 % d'hommes et 49,7 % de femmes. Elle présente en 2009 une structure par grands groupes d'âge similaire à celle de la France métropolitaine. 
Il existe en effet 104 jeunes de moins de 20 ans pour cent personnes de plus de 60 ans, alors que pour la France l'indice de jeunesse, qui est égal à la division de la part des moins de 20 ans par la part des plus de 60 ans, est de 1,06. L'indice de jeunesse du canton est par contre supérieur à celui  du département (0,83) et à celui de la région (0,95).
| Hommes | Classe d’âge | Femmes |
| ------ | ------------ | ------ |
| 0,5    | 90 ans ou +  | 1,5    |
| 8,7    | 75 à 89 ans  | 11,3   |
| 13,0   | 60 à 74 ans  | 13,3   |
| 20,6   | 45 à 59 ans  | 19,0   |
| 22,9   | 30 à 44 ans  | 20,9   |
| 14,1   | 15 à 29 ans  | 15,0   |
| 20,3   | 0 à 14 ans   | 18,9   |

| Hommes | Classe d’âge | Femmes |
| ------ | ------------ | ------ |
| 0,5    | 90 ans ou +  | 1,5    |
| 8,8    | 75 à 89 ans  | 12,1   |
| 15,4   | 60 à 74 ans  | 16,1   |
| 21,2   | 45 à 59 ans  | 20,5   |
| 19,6   | 30 à 44 ans  | 18,7   |
| 15,9   | 15 à 29 ans  | 14,3   |
| 18,6   | 0 à 14 ans   | 16,8   |